# Runenstein Ög 224

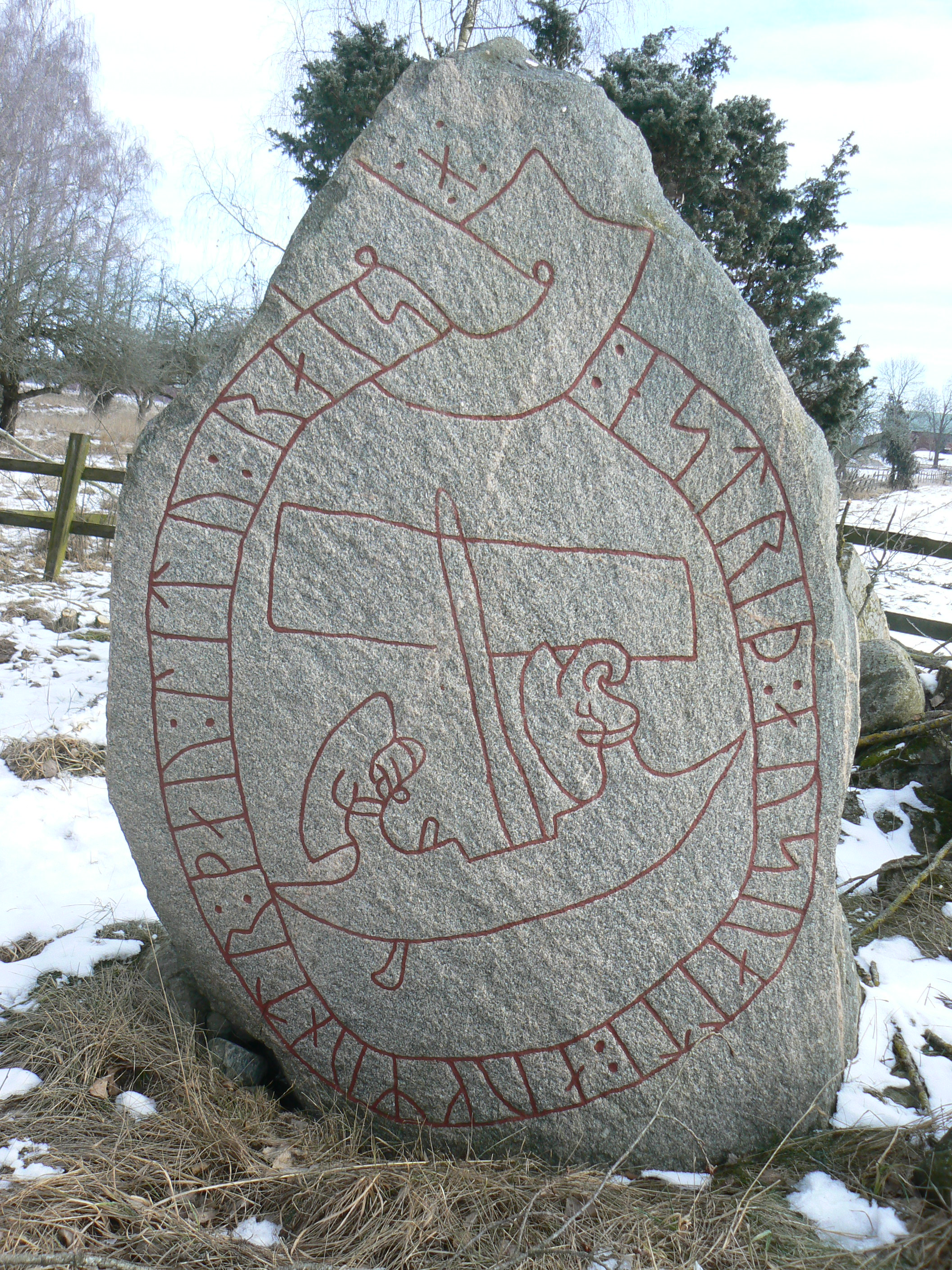
Runenstein Ög 224

Der Runenstein Ög 224 steht bei Stratomta, östlich von Linghem im Kirchspiel Törnevalla, bei Linköping in Östergötland in Schweden. 
Der 1,7 m hohe, 1,1 m breite und 0,3 m dicke Runenstein, ist an drei Seiten mit 12 cm hohen Runen beschriftet. Die Inschrift beginnt an der südwestlichen Seite, setzt sich auf der nordöstlichen fort und endet auf der südwestlichen Schmalseite. Das Schriftband auf der Nordostseite hat die Form einer Schlange. Neben dem Schlangenband sind auf der Südwestseite ein Schiff und auf der Nordwestseite – ganz oben – ein Kreuz zu sehen. Die Inschrift von Ög 224 oder RAÄ-Nr. Törnevalla 27:2 wird auf das 11. Jahrhundert datiert.

Runenstein Ög 224
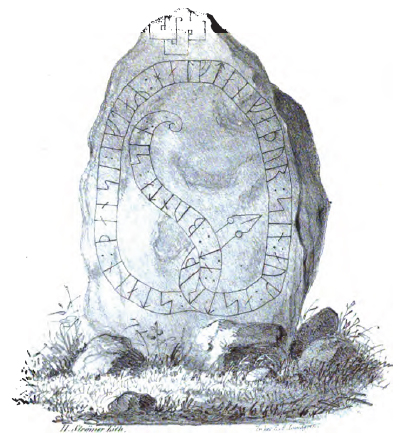
Nordostseite
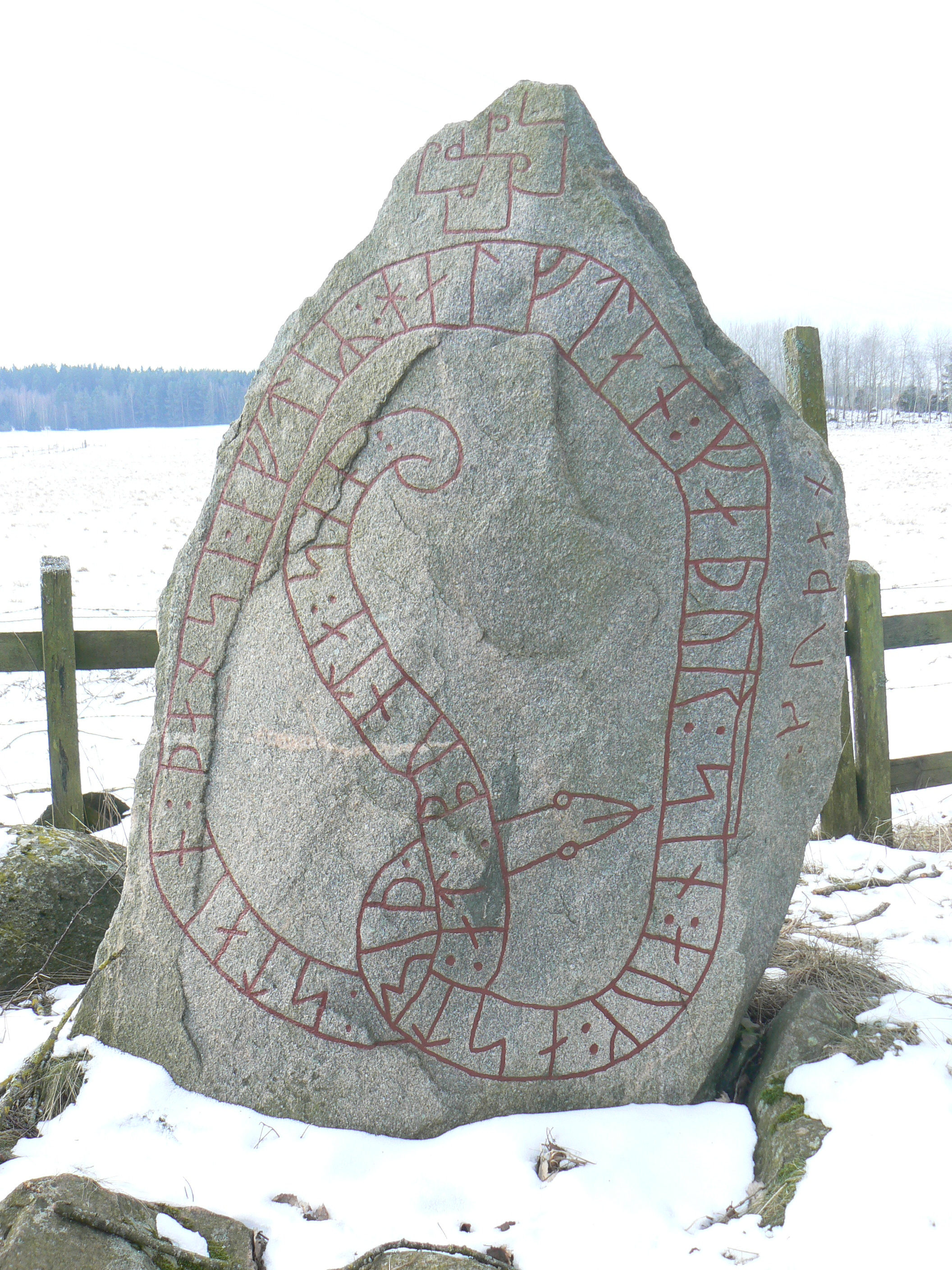
Nordostseite
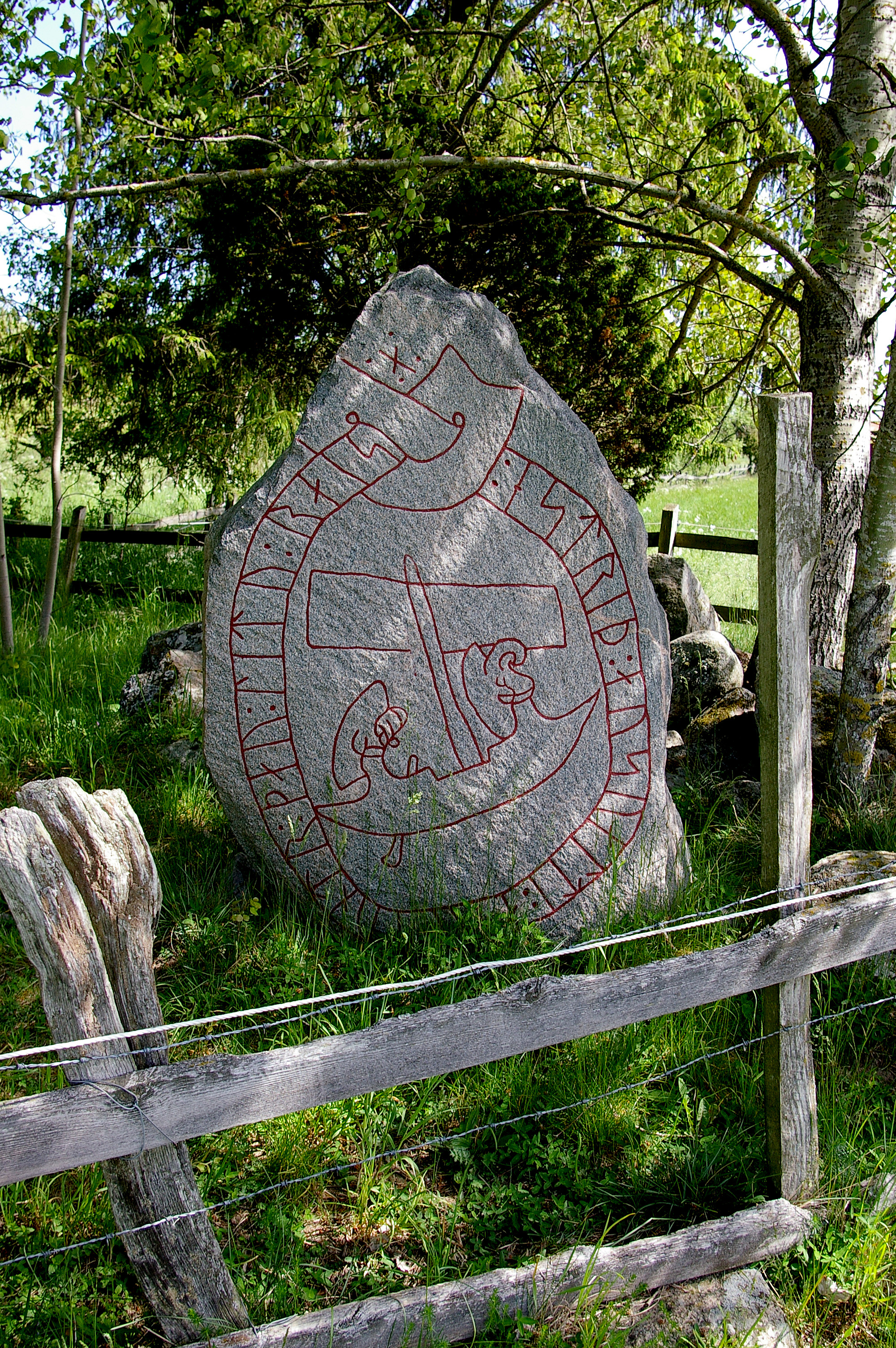
Südwestseite
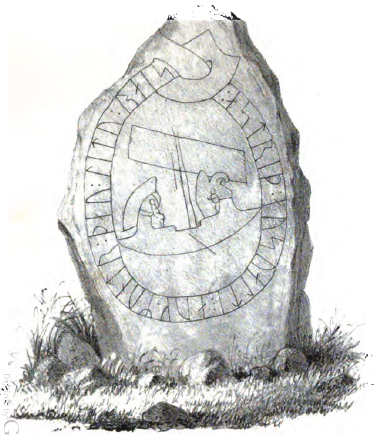
Südwestseite

Die Inschrift lautet: „Astrid, Osvalde, (und) Augmund ließen diesen Stein ritzen nach Halvdan, ihrem Vater und Ästrid nach ihrem Gatten.“